# Vicente Guilarte Gutiérrez
Vicente Guilarte Gutiérrez (Bilbao, 1953) és un advocat basc, membre del Consell General del Poder Judicial. Des del 19 de juliol és president per suplència del CGPJ.

## Biografia
Nascut a Bilbao, va estudiar dret i va començar a treballar com a advocat el 1979 al Col·legi de Registradors de la Propietat i Mercantils d'Espanya. El 1982 es va doctorar a la Universitat de Valladolid amb la tesi La constitución de servidumbres voluntarias en el código español, dirigida per Ignacio Serrano Serrano.
El 1991 fou nomenat catedràtic de dret civil a la Universitat de Valladolid. Al col·legi de registradors va entrar en contacte amb Enrique Rajoy Brey, germà de Mariano Rajoy.
El 2013 fou nomenat vocal del Consell General del Poder Judicial a proposta del Partit Popular.
En l'àmbit privat des de 2013 ha continuat fent d'advocat del Col·legi de Registradors de la Propietat i treballa a la Universitat de Valladolid, al consell d'administració d'Europac i com a assessor del bufet Maio Legal.
El juliol del 2023 fou nomenat President per suplència del CGPJ, deixant a banda totes les seves activitats professionals complementàries.
Està casat amb la també jutgessa María Felisa Herrero Pinilla.